# ساوج (مینه‌سوتا)
ساوِج (به انگلیسی: Savage) شهری در شهرستان اسکات ایالت مینه‌سوتا در کشور ایالات متحده آمریکا است که جمعیت آن در سرشماری سال ۲۰۱۰ میلادی، ۲۶۹۱۱ نفر بوده‌است.